# Bacteriófago Qβ
El Bacteriófago Qβ es un bacteriófago de ARN icosaédrico con un diámetro de 25 nm  que infecta bacterias que tienen pilus F, más comúnmente Escherichia. El bacteriófago Qβ entra en la célula huésped a través del lado del pilus F. Este bacteriófago es conocido por ser usado en el experimento del monstruo de Spiegelman.

## Genética

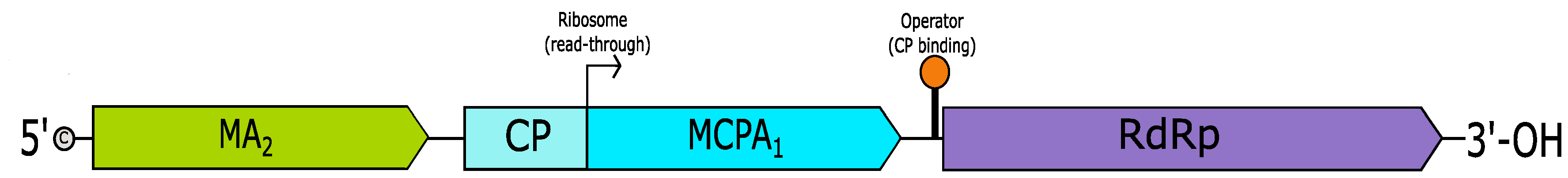
Genoma del fago Qß, como ejemplo de un fago Qß

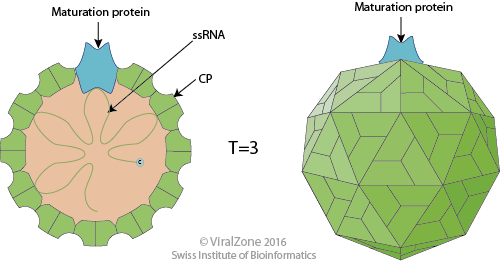
Dibujo esquemático del virión (sección transversal y vista lateral)

El genoma del Qβ es de 4.218 nucleótidos de largo. El genoma consta de tres marco abierto de lectura y codifica cuatro proteínas: A1, A2, PC y qβ replicasa. El genoma es muy estructurado, que regula la expresión génica y protege al genoma Ribonucleasa del anfitrión.

## La proteína A2
A2 se llama la proteína de la maduración debido a su actividad de lisis. Una copia de la A2 está presente por virión. El mecanismo de lisis es similar a la de la penicilina; A2 inhibe la formación de peptidoglicano mediante la inhibición de la enzima UDP-N-acetilglucosamina-1 carboxyvinyltransferase (Mura), que cataliza el primer paso comprometido de la síntesis del peptidoglicano.
A2 también funciona en el reconocimiento de la célula huésped y la entrada de la célula. Cuando el A2 se une con el pilus sexual de la bacteria, el A2 se une y forma un poro en el huésped.

## Experimento
Sol Spiegelman utilizó el ARN viral del bacteriófago Qβ en experimentos que favorecían una replicación más rápida y, por lo tanto, cadenas de ARN más cortas. Terminó con el Monstruo de Spiegelman, una cadena de ARN mínima de solo 218 nucleótidos que puede ser replicada por la ARN polimerasa dependiente de ARN de Qβ. 